# Мінасян Арташес Навасардович
Арташес Мінасян (вірм. Արտաշես Մինասյան; нар. 21 січня 1967) — вірменський шахіст, гросмейстер від 1992 року.

## Шахова кар'єра
1990 року переміг на чемпіонаті Вірменської РСР, а також здобув у Мінську звання чемпіона Радянського Союзу серед молоді (до 26 років). Через рік досягнув найвищого успіху в кар'єрі, ставши в Москві останнім чемпіоном СРСР. 1992 року став (разом з Ашотом Анастасяном) першим чемпіоном незалежної Вірменії. Наступні звання чемпіона країни здобував у 1993, 1995, 2004 i 2006 роках. Пробився на чемпіонат світу ФІДЕ 2000, який проходив за нокаут-системою, де пройшов до 2-го раунду (в якому поступився Михайлові Гуревичу). Крім того, 2005 року зумів потрапити на Кубок світу, але там у 1-му колі програв Люкові Ван Велі.
Досягнув багатьох успіхів у міжнародних турнірах, зокрема: Гронінген (1990, поділив 2-ге місце позаду Екхарда Шміттділя, разом із, зокрема, Володимиром Єпішиним, Куртом Гансеном, Клаусом Бішоффом, Левом Псахісом i Олегом Романишиним), Канда (1992, посів 1-ше місце, перед Кевіном Спрагеттом), Париж (1994, посів 1-ше місце), Канни (1995, поділив 2-ге місце після Меттью Садлера, разом із, зокрема, Владиславом Ткачовим i Андрієм Соколовим), Лінарес (1999, open, посів 1-ше місце перед Олексієм Дрєєвим, Максимом Сорокіним i Віорелом Бологаном), Убеда (2000, поділив 1-ше місце разом з Павлом Трегубовим, перед, зокрема, Вадимом Звягінцевим, Олександром Грищуком, Олександром Мотильовим i Сергієм Долматовим), Єреван (2000, зональний турнір, посів 2-ге місце позаду Смбата Лпутяна), Дубай (2001, поділив 1-ше місце разом з Кареном Асряном, Яаном Ельвестом, Олексієм Александровим, Євгеном Владіміровим, Олександром Мотильовим, Павлом Коцуром i Євгенієм Єрменковим), Батумі (2003, поділив 2-ге місце після Баадура Дробави, разом із, зокрема, Андрієм Волокітіним, Звіадом Ізорією i Мерабом Гагунашвілі]), Дубай (2004, поділив 2-ге місце позаду Шахріяра Мамедьярова, разом із, зокрема, Магнусом Карлсеном, Євгеном Владіміровим, Лівіу-Дітером Нісіпяну, Павлом Ельяновим, Крішнан Сашикіран i Пенталою Харікрішною), а також Єреван (2004, меморіал Тиграна Петросяна, поділив 3-тє місце позаду Павла Смірнова i Василя Іванчука, разом із, зокрема, Олександром Арещенком, Звіадом Ізорією i Габріелем Саркісяном).
Від 1992 року був постійним представником національної збірної на найважливіших командних змаганнях. До 2009 року взяв участь у всіх 9-ти шахових олімпіадах, здобувши разом з командою 5 медалей: 2 золоті 2006 і 2008, та 3 бронзові (1992, 2002, 2004). Також є володарем чотирьох медалей командних чемпіонатів світу: срібної 2001 року (в особистому заліку) і трьох бронзових (в особистому заліку 1997 року, а також у командному 1997 i 2001).
Найвищий рейтинг у кар'єрі мав 1 липня 1998 року, досягнувши 2620 пунктів, ділив тоді 52-54-те місця в світовій класифікації ФІДЕ, водночас посідав 3-тє місце (позаду Володимира Акопяна i Рафаеля Ваганяна) серед вірменських шахістів.

## Зміни рейтингу
| На цьому місці має відображатися графік чи діаграма, однак з технічних причин його відображення наразі вимкнено. Будь ласка, не видаляйте код, який викликає це повідомлення. Розробники вже працюють для того, щоби відновити штатне функціонування цього графіка або діаграми. | |
| | На цьому місці має відображатися графік чи діаграма, однак з технічних причин його відображення наразі вимкнено. Будь ласка, не видаляйте код, який викликає це повідомлення. Розробники вже працюють для того, щоби відновити штатне функціонування цього графіка або діаграми. |